# Université à Londres
Londres présente l'une des plus fortes concentrations d'universités du Royaume-Uni : il y a au total 28 universités et collèges accrédités à Londres, avec une population étudiante nettement supérieure à 200 000 personnes. On trouve parmi elles les universités qui forment aujourd'hui l'Université de Londres, des universités récentes et un certain nombre d'universités plus petites et très spécialisées. Plus de 34 000 étudiants suivent en outre le (en) University of London External Programme, créé en 1858.

## Liste des universités londoniennes
Les colleges qui composent l'Université de Londres (qui a une structure fédérale) sont en italiques.

### Universités principales
L'ordre est celui du classement 2018 du Guardian . Le rang au sein des 121 universités du Royaume-Uni est indiqué entre parenthèses.
1. Imperial College (6)
2. University College de Londres (10)
3. London School of Economics (15)
4. SOAS (25)
5. City University (32)
6. Royal Holloway (Université de Londres)(30)
7. King's College London (39)
8. Queen Mary (44)
9. University of the Arts (59)
10. Goldsmiths College (64)
11. Université du Middlesex(70)
12. Brunel University (72)
13. Kingston University (81)
14. London South Bank University (92)
15. Roehampton University (93)
16. University of Greenwich (95)
17. University of East London (107)
18. Westminster University (108)
19. Birkbeck, Université de Londres (113)
20. London Metropolitan University (117)

### Universités spécialisées
Les institutions suivantes offrent en général une gamme complète de diplômes mais sont souvent spécialisées dans un domaine académique :
- Heythrop College (théologie)
- Institute of Cancer Research (recherche médicale)
- Institute of Education (cours de pédagogie de niveau post-gradué)
- London Business School ¹ ² (business school de niveau post-gradué)
- London School of Hygiene and Tropical Medicine (médecine)
- Royal Academy of Music (musique)
- Tech Music Schools (musique contemporaine)
- Royal College of Art (arts et design)
- Royal Veterinary College (études vétérinaires)
- St George's (médecine)
- School of Pharmacy (pharmacie)
- School of Advanced Studies (spécialités de recherche post-graduées)

Les colleges qui composent l'Université de Londres sont en italiques.

### Sources
- (en) Cet article est partiellement ou en totalité issu de l’article de Wikipédia en anglais intitulé « Universities in London » (voir la liste des auteurs).